# أليساندرو فيري
أليساندرو فيري (25 فبراير 1921 روما إيطاليا - 1 يناير 2003 روما إيطاليا) هو لاعب كرة قدم إيطالي سابق كان يلعب كمدافع.